# Дядюша Георгій Глібович
Гео́ргій Глі́бович Дядю́ша (1932—1990) — український науковець-біоорганік, кандидат хімічних наук, лауреат премії імені А. І. Кіпріанова.

## Життєпис
Народився 1932 року в Києві. 1954 року закінчив київський державний університет ім. Т. Г. Шевченка. Протягом 1954—1957 років — аспірант КДУ ім. Т. Г. Шевченка; в 1957-1962-х — молодший науковий співробітник ІОХ НАН України.
1960-го захистив кандидатську дисертацію «Ціанінові барвники з фенілацетиленил-похідних азотистих гетероциклів».
1962-го — молодший науковий співробітник ІХВС НАН України; в 1962—1965 роках — старший науковий співробітник ІХВС НАН України; з 1965 по 1990 рік — старший науковий співробітник ІОХ НАН України.
Є автором 3 монографій та понад 200 наукових публікацій.
Як педагог підготував 8 кандидатів наук.
Напрями наукових зацікавлень: теорія забарвлення органічних сполук та квантова хімія.

### Нагороди
- Лауреат першої премії ім. А. І. Кіпріанова — 1987, за роботи з поліметинових барвників для фотографічних засобів реєстрації інформації (у співавторстві з Ю. Л. Сломінським та О. І. Толмачовим).